# 埃烏克縣

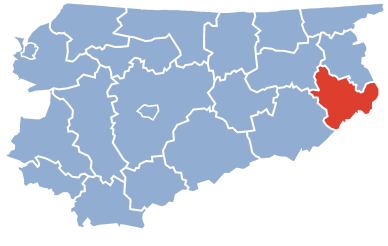

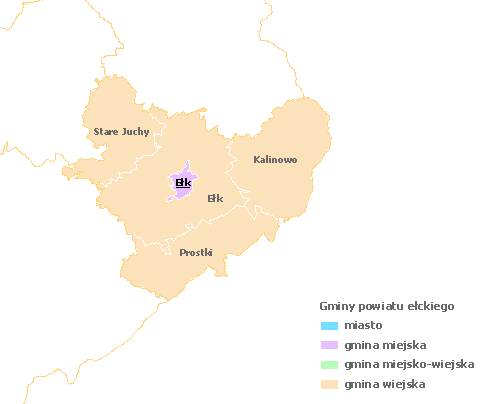

53°49′17″N 22°21′44″E / 53.82139°N 22.36222°E
埃烏克縣（波蘭語：Powiat ełcki），是波蘭的縣份，位於該國東北部，由瓦爾米亞-馬祖里省負責管轄，首府設於埃烏克，面積1,112平方公里，2006年人口84,760，人口密度每平方公里76人。